# Ondřej Bláha (lingvista)
Ondřej Bláha (* 23. ledna 1979 Olomouc) je český lingvista a vysokoškolský pedagog. Zabývá se problematikou spisovných jazyků, morfologií, jazykovými kontakty ve střední Evropě, dějinami gramotnosti a onomastikou. Soustavně se věnuje popularizaci lingvistiky.

## Život
Ondřej Bláha maturoval r. 1997 na Slovanském gymnáziu v Olomouci. V l. 1997–2002 studoval na Filozofické fakultě Univerzity Palackého v Olomouci a tamtéž r. 2005 absolvoval interní doktorské studium v oboru Český jazyk (školitel prof. PhDr. Miroslav Komárek, DrSc.). Od r. 2005 působí jako odborný asistent na FF UP. Spolupracuje na odborných projektech řešených na FF UK v Praze, v Ústavu pro jazyk český AV ČR v Praze a na FF MU v Brně. V l. 2009–2013 byl tajemníkem Českého komitétu slavistů, od r. 2014 je členem Komise pro spisovné jazyky při Mezinárodním komitétu slavistů. Pro olomouckou redakci Českého rozhlasu připravuje od r. 2003 pořad Okolo češtiny.

## Knihy a vybrané články
- Vyjadřování budoucnosti v současné češtině (se zřetelem k ostatním slovanským jazykům). Olomouc: Univerzita Palackého v Olomouci, 2008. 204 s. ISBN 978-80-244-2003-5.
- K analytickým tvarům slovanského slovesa. Slavia, roč. 77 (2008), s. 5–16. ISSN 0037-6736.
- Funkční stratifikace češtiny. Olomouc: Univerzita Palackého v Olomouci, 2009. 84 s. ISBN 978-80-244-2377-7.
- Volba rodného jména v kontextu proměn společenského klimatu českých zemí po r. 1945. In: Minářová, E. – Sochorová, D. – Zítková, J. (eds.): Vlastní jména v textech a kontextech. Brno: Masarykova univerzita, 2014, s. 66–73. ISBN 978-80-210-6631-1.
- (se spoluautory: R. Dittmannem, K. Komárkem, D. Polakovičem a L. Uličnou) Kenaanské glosy ve středověkých hebrejských rukopisech s vazbou na české země. Praha: Academia, 2015. 935 stran. Judaica; sv. 16. ISBN 978-80-200-2488-6.
- Jazyky střední Evropy. Olomouc: Univerzita Palackého v Olomouci, 2015. 238 stran. ISBN 978-80-244-4910-4.
- Televize a spisovný jazyk. In: Šołcyna, J. – Ćorić, B. (eds.): Słowjanske spisowne rěče a medije. Mjezynarodna konferenca Komisije za słowjanske spisowne rěče při Mjezynarodnym komiteju slawistow. Budyšin: Serbski institut, 2015, s. 68–82. ISBN 978-3-9816961-0-3.
- Poznámky k morfologickému vývoji češtiny. Olomouc: Univerzita Palackého v Olomouci, 2016. 143 stran. ISBN 978-80-244-5077-3.
- (se spoluautory: P. Dudkem, K. Heklovou a K. Horáčkovou) Lexikální rusismy v současné češtině. Оlomouc: Univerzita Palackého v Olomouci, 2016. 120 stran. ISBN 978-80-244-5074-2.
- Česko-slovenské jazykové kontinuum v 1. polovině 19. století. In: Glovňa, J. (ed.): Historický a sociolingvistický kontext kodifikácií slovanských spisovných jazykov. Bratislava: Veda, 2017, s. 43–51. ISBN 978-80-89489-30-5.
- Národní jazyky v české knižní produkci druhé poloviny 18. století. Historie – Otázky – Problémy, roč. 9, č. 1, s. 66–75. ISSN 1804-1132.
- Urbanonymy of medieval Olomouc: selected problems. In: Janyšková, I. – Karlíková, H. – Boček, V. (eds.): Etymological Research into Czech. Studia etymologica Brunensia 22. Praha: Nakladatelství Lidové noviny, 2017, s. 37–42. ISBN 978-80-7422-619-9.
- Počátky kulturní češtiny. In: Malčík, P. (ed.): Vesper Slavicus. Sborník k nedožitým devadesátinám prof. Radoslava Večerky. Studia etymologica Brunensia 23. Praha: Nakladatelství Lidové noviny, 2018, s. 33–57. ISBN 978-80-7422-620-5.